# Euphysora normani
Euphysora normani är en nässeldjursart som först beskrevs av Browne 1916.  Euphysora normani ingår i släktet Euphysora och familjen Corymorphidae. Inga underarter finns listade i Catalogue of Life.